# 와타나베 히로후미
와타나베 히로후미(일본어: 渡部 博文, 1987년 7월 7일~)는 일본의 전 축구 선수이다.

## 구단 경력
그는 2010년부터 2022년까지 J리그의 가시와 레이솔, 도치기 SC, 베갈타 센다이, 비셀 고베, 레노파 야마구치 FC에서 활동하였다.